# Ionela Loaieş
Ionela Loaieş (Comanești, Rumania, 1 de febrero de 1979) es una gimnasta artística rumana, campeona del mundo en 1994 en el concurso por equipos.

## Carrera deportiva
En el Mundial de Dortmund 1994 gana el oro en el concurso por equipos, por delante de Estados Unidos y Rusia, siendo sus compañeras: Lavinia Milosovici, Gina Gogean, Simona Amanar, Daniela Maranduca, Claudia Presacan y Nadia Hatagan.
En los JJ. OO. celebrados en Atlanta (Estados Unidos) en 1996 gana el bronce en el concurso por equipos, tras Estados Unidos (oro) y Rusia (plata). 